# Amagami
Amagami (アマガミ, Amagami, trad. « Douce morsure ») est un jeu vidéo de drague japonais développé par Enterbrain sur PlayStation 2. Il est considéré comme le successeur spirituel de KimiKiss, les deux jeux ayant été élaborés et publiés par le studio Enterbrain. Amagami est mis en vente le 19 mars 2009. Diverses adaptations en manga sont réalisées à la suite du succès du jeu. Une adaptation en anime intitulée Amagami SS est diffusée au Japon du 1er juillet 2010 au 23 décembre 2010. Une seconde saison, Amagami SS+, est diffusée au Japon du 6 janvier 2012 au 29 mars 2012.

## Synopsis
Il y a deux ans, Junichi Tachibana a eu le cœur brisé par une jeune fille qui lui a posé un lapin la veille de noël. Maintenant lycéen en deuxième année, Junichi se méfie de l'amour et n'aime pas fêter Noël. Mais cette fin d'année, sa rencontre avec l'une des six filles de son école, Haruka Morishima, Kaoru Tanamachi, Sae Nakata, Ai Nanasaki, Rihoko Sakurai ou Tsukasa Ayatsuji, va lui permettre d'ouvrir à nouveau son cœur à l'amour.

## Personnages

### Personnages principaux
Junichi Tachibana (橘 純一, Tachibana Jun'ichi)
Doublé par Tomoaki Maeno / Momoko Saitō (enfant)
Lycéen en seconde année et élève de la classe 2A, Junichi est le personnage principal masculin de l'histoire. Son niveau scolaire est supérieur à la moyenne (notamment en mathématiques), mais il a tendance à dormir trop longtemps le matin et être réveillé par sa sœur Miya. Depuis son douloureux rendez-vous manqué la veille de noël deux ans plus tôt, il se montre assez renfermé. Sujet au vertige, il n'aime pas utiliser les ascenseurs. Bien que sa sœur pense qu'il manque de fiabilité et qu'il est quelque peu pervers, il se montrera responsable et attentionné envers elle dans les différents arcs narratifs du jeu ou de l'anime.
Haruka Morishima (森島 はるか, Morishima Haruka)
Doublée par Shizuka Itō
Élève en dernière année, Haruka est une fille très populaire et ayant de nombreux fans au sein du lycée. Elle peut être décrite comme volage et décomplexée. Elle a un goût prononcé pour les petites choses mignonnes, particulièrement les chiots. Sa meilleure amie est Hibiki Tsukahara et elle a un jeune frère nommé Satoshi. Elle a des origines britannique de par sa mère, dont le nom de famille est Lovely (parfois mentionné après son prénom Haruka). Peut-être à cause de ses origines, elle intègre souvent des expressions anglaises dans son discours. À la fin de son arc dans l'anime, elle se marie avec Junichi.
Kaoru Tanamachi (棚町 薫, Tanamachi Kaoru)
Doublée par Rina Satō
Kaoru est une élève de la classe 2A et une amie d'enfance de Junichi. Elle traîne souvent avec lui et son meilleur ami, Masayoshi. Elle est imprévisible et aime particulièrement surprendre Junichi par des attaques plus ou moins simulées sur sa personne. Kaoru s'occupe des tâches ménagères chez elle et travaille à temps partiel dans un restaurant pour aider financièrement sa mère qui vit seule. Celle-ci aura plus tard une liaison avec un autre homme, ce qui contrariera Kaoru. Elle éprouve des sentiments pour Junichi depuis le collège.
Sae Nakata (中多 紗江, Nakata Sae)
Doublée par Hiromi Konno
Sae est une élève de première année. Elle est l'amie et la camarade de classe de Miya. Elle a effectué presque toute sa scolarité dans une école pour filles et est particulièrement timide avec les garçons. Elle est d'un naturel réservé et a une voix douce et calme. Sae a peur des chiens. Dans l'anime, une voix off intervient régulièrement dans l'arc de Sae (voix : Jōji Nakata). Les protagonistes brisent parfois le quatrième mur.
Ai Nanasaki (七咲 逢, Nanasaki Ai)
Doublée par Yukana
Ai est également une amie et une camarade de classe de Miya. Elle est membre du club de natation du lycée. Elle a un jeune frère nommé Ikuo. Son caractère est plutôt calme et posé. Ai apprécie les chats. Elle est responsable de l'entretien de la maison familiale, ses deux parents travaillant jusque tard le soir.
Rihoko Sakurai (桜井 梨穂子, Sakurai Rihoko)
Doublée Ryōko Shintani
Rihoko est une amie d'enfance de Junichi. Malgré ou à cause de son grand appétit pour les sucreries elle lit régulièrement des livres de régime empruntés à la bibliothèque du lycée. Elle est souvent maladroite, ce qui lui joue quelques tours. Elle est membre du Club de Thé du lycée. Dans l'anime, l'arc de Rihoko est présenté de son point de vue plutôt que de celui de Junichi.
Tsukasa Ayatsuji (絢辻 詞, Ayatsuji Tsukasa)
Doublée par Kaori Nazuka
Tsukasa est la déléguée des élèves de la classe 2A. Elle est une excellente élève et une grande travailleuse. Elle paraît toujours gentille et sympathique quoiqu'un peu froide. Elle cache en fait une personnalité de manipulatrice rusée légèrement sadique.

### Personnages secondaires
Miya Tachibana (橘 美也, Tachibana Miya)
Doublée par Kana Asumi
Mya est la sœur cadette de Junichi qu'elle appelle affectueusement « Nii-nii ». Elle a tendance à être jalouse quand son frère est avec une autre fille, sauf quand il s'agit de Sae, Ai ou Rihoko, qui sont ses amies proches. Son plat préféré est le nikuman, qu'elle évoque souvent dans la conversation, la plupart du temps hors contexte. Elle réveille souvent son frère quand il est en retard pour aller au lycée. Elle a un rire très particulier.
Maya Takahashi (高橋 麻耶, Takahashi Maya)
Doublé par Risa Hayamizu
Il s'agit de la professeure principale de la classe 2A. La plupart du temps sérieuse, elle peut tomber facilement en état d'ébriété lorsqu'elle boit du amazake. Dans l'extension de la seconde édition du jeu vidéo, Amagami Chotto Omake Gekijou (アマガミ ちょっとおまけ劇場), des interactions peuvent être développées avec elle au sein de l'arc d'Ai Nanasaki, faisant d'elle une conquête possible pour Junichi.
Masayoshi Umehara (梅原 正吉, Umehara Masayoshi)
Doublé par Takuma Terashima
Masayoshi est le meilleur ami de Junichi depuis leur enfance. Il s'intéresse beaucoup aux idoles japonaises et achète souvent des revues sur ce sujet, les prêtant régulièrement à Junichi. Sa famille possède un restaurant à sushi, dont il a l'intention d'hériter. Il appelle toujours Junichi « Boss ».
Kanae Itō (伊藤 香苗, Itō Kanae)
Doublé par Yuki Matsuoka
Kanae est une amie proche de Rihoko. Dans le jeu, elle gagne le concours de Miss Noël (si Haruka n'y participe pas) pendant le festival de fin d'année organisé en l'honneur du fondateur du lycée Kibitou.
Keiko Tanaka (田中 恵子, Tanaka Keiko)
Doublé par Mai Kadowaki
Keiko est une amie de Kaoru. C'est une fille réservée à laquelle Kaoru et Junichi donnent des conseils sur la façon de faire part de ses sentiments à un garçon du lycée qu'elle apprécie.
Hibiki Tsukahara (塚原 響, Tsukahara Hibiki)
Doublé par Yū Asakawa
Hibiki est la responsable du club de natation du lycée, la mentor de Ai au sein du même club et l'amie de Haruka dont elle tempère la frivolité. Dans l'extension de la quatrième édition du jeu vidéo, Amagami Chotto Omake Gekijou (アマガミ ちょっとおまけ劇場), elle peut devenir une conquête de Junichi.
Ruriko Yuzuki (夕月 琉璃子, Yuzuki Ruriko)
Doublé par Izumi Satou
Élève de troisième année, elle est l’aînée de Rihoko au sein du Club de Thé. Ruriko est soucieuse de l'avenir du club une fois qu'elle et Manaka seront diplômées. De fait, elle ne manque pas une occasion de mettre Rihoko face à ses futures responsabilités en soulignant parfois sa maladresse.
Manaka Hiba (飛羽 愛歌, Hiba Manaka)
Doublé par Hitomi Harada 
Manaka est également une élève de troisième année et une membre du club de thé. Très complémentaire de Ruriko, Manaka a une voix très calme et une tendance à parler de manière sibylline.
Yukari Ayatsuji (絢辻 縁, Ayatsuji Yukari)
Doublé par Aiko Igarashi
Elle est la sœur aînée de Tsukasa. C'est une fille agréable mais quelque peu irresponsable. Tsukasa déteste ce trait de caractère chez sa sœur.
Risa Kamizaki (上崎 裡沙, Kamizaki Risa)
Doublé par Mai Kadowaki
Risa est un personnage secret du jeu et de l'anime. C'est une jeune fille timide secrètement amoureuse de Junichi depuis le collège. Elle l'espionne régulièrement. Risa est responsable du rendez-vous manqué de Junichi deux ans auparavant ; elle était alors convaincu de protéger le jeune homme et de lui éviter ainsi une humiliation.
Dans le guide complet officiel sur Amagami, elle est répertoriée en tant qu'élève de la classe 2B, mais dans le jeu, elle est une élève de la classe 2C. Dans l'anime, elle est une élève de la classe 2B et une camarade de classe de Rihoko.
Dans les OAV de la première saison de l'anime, elle fait l'objet d'un caméo pour chacun des six arcs.
Jessica Morishima (森島・S・ジェシカ)
Doublée par Shizuka Itō
Jessica n’apparaît que dans la seconde saison de l'anime, Amagami SS +, dans l'arc de Haruka. Elle est la cousine de Haruka, lui ressemblant trait pour trait, si ce n'est ses cheveux blonds. Sa personnalité est également sensiblement identique à celle de sa cousine.
Masa (マサ) & Ken (ケン)
Doublés par Daisuke Ono et Tomokazu Sugita (Drama CD)
Masa et Ken sont deux autres amis de Junichi uniquement présents dans le drama CD. À l'origine, ils ne devaient bénéficier d'aucune représentation sous forme de dessin. Mais après leur apparition dans le drama CD, Kisai Takayama, le character designer du jeu, les a créés d'après les suggestions de Tomokazu Sugita, l'acteur doublant Ken.
L'oncle de Kaoru
Doublé par Hiroshi Kamiya (Drama CD)
L'oncle de paternel de Kaoru n'apparaît que dans le drama CD. Il n'est pas nommé.

## Jeux vidéo
Le jeu Amagami est développé et édité par Enterbrain sur PlayStation 2 le 19 mars 2009. Il a bénéficié d'une mise à jour comprenant la correction d'un certain nombre de bugs. Elle paraît sous le nom de EbiKore+ Amagami (エビコレ+ アマガミ). Une version PlayStation Portable sort sous le même titre le 31 mars 2011, édité par Kadokawa Games. Cette version comprend un mini-jeu de Mahjong et ne fonctionne qu'à partir du Firmware 6.31 de la PSP. Une version pour PlayStation Vita sort le 30 janvier 2014 sous le titre Amagami EbiKore+.

## Adaptations

### Mangas
- Un manga de type tankōbon intitulé Amagami: Various Artists propose diverses histoires courtes écrites et dessinées par différents auteurs[4]. Le sixième et dernier volume est publié le 25 février 2012.
- Selon le même procédé de recueil d'histoires courtes, une série intitulée Majikyu 4-coma Amagami! (マ ジ キ ュ ー 4 コ マ ア マ ガ ミ?) est publiée par Enterbrain sous l'étiquette Majikyu (contraction de mignon et magique). Le septième et dernier volume est publié le 25 juin 2012.
- Une adaptation en manga intitulé Amagami: Sincerely Yours, illustrée par Kotetsu Sakura, paraît dans Famitsu Comic Clear, magazine en ligne édité par Enterbrain. La parution débute le 30 octobre 2009 mais est interrompue en 2010. Le premier (et unique) volume au format tankōbon est publié le 29 juin 2010. L'histoire est centrée sur Tsukasa Ayatsuji.
- Amagami: Precious Diary, illustré par Tarō Shinonome est publié dans Young Animal par Hakusensha du 27 novembre 2009 au 29 mars 2012 ; le manga est également publié en feuilleton dans le magazine d'éditions spéciales Young Animal Island à intervalles irréguliers. Le premier volume sort le 15 juin 2010. Les 2 premiers volumes se concentrent sur Tsukasa Ayatsuji, tandis que les volumes 3 et 4 sont axés sur Kaoru Tanamachi. Un cinquième volume qui est une anthologie de 10 chapitres spéciaux publiés en couleur accompagnés d'illustrations sort le 29 juin 2012 ; L'édition limitée présente Haruka et Rihoko sur la couverture tandis que l'édition standard présente Ai et Sae.
- Amagami: Love Goes On!, illustré par Ryuya Kamino, décrit la relation de Junichi avec chacune des héroïnes de la série. La publication débute dans le numéro de mars 2010 de Dengeki Maoh de ASCII Media Works. Le premier volume se concentre sur Ai Nanasaki et sort le 27 août 2010. Le second volume se concentre sur Haruka Morishima et sort le 17 décembre 2011. Le volume suivant est axé sur Rihoko Sakurai.
- Amagami! (あまがみっ!?), dessiné par Piaisai est publié sur un format yonkoma dans le magazine Famitsu Comic Clear entre le 30 avril 2010 et le 15 juillet 2011. Deux volumes de tankōbon sont édités par la suite.
- Une suite du précédent manga, intitulée Amagami! SS+ plus! (あまがみっ！SS＋ plus!?), est publiée dans le même magazine en ligne à partir du 27 juillet 2012 dans un format différent du Yonkoma.
- Amagami: Close to You est dessiné par Tomoya Andō et se concentre sur Rihoko Sakurai. Ce manga est publié par Kadokawa Shoten dans le magazine Comp Ace. La série est abandonnée après un seul chapitre à cause de problèmes de santé du dessinateur.
- Amagami: Dreamy Forever, dessiné par Hyura Konata, évoque l'évolution des relations entre Junishi et les différentes héroïnes selon de point de vue de Miya, la jeune sœur du héros. Ce manga est publié dans le magazine Comp Ace par Kadokawa Shoten. Chaque volume, présenté sous la forme de tankōbon, se concentre sur une fille. Le premier volume concerne Haruka.
- Amagami wa! (アマガミ　わっ！?) est un manga qui débute dans la revue trimestrielle Amaro le 24 décembre 2011. L'histoire principale se concentre sur les relations entre Rihoko et les deux membres seniors du Club de Cérémonie du Thé. À partir du chapitre 2, sorti le 13 juin 2012, ce titre poursuit sa publication dans Amaro Trial Comic section avec une fréquence bimensuelle.
- Amagamini! (アマガミニ！?) est un Yonkoma publié dans le magazine Young Animal à l'occasion du lancement de la 2e saison de l'anime. L'histoire met en œuvre les différentes héroïnes dans une version plus jeune, Junichi étant leur professeur à l'école maternelle Tachibana.
- Amagamisuto e no michi! (アマガミストへの道?, Trad. route vers Amagamiste), également au format Yonkoma, commence à être publié début 2009 à une fréquence hebdomadaire. La publication est interrompue après la parution du premier tankōbon sous le label Famitsu Comic Clear le 15 octobre 2010.

### Anime

#### Amagami SS
Une adaptation du jeu en série d'anime réalisée par AIC et intitulée Amagami SS est diffusée au Japon entre le 2 juillet 2010 et le 23 décembre 2010. L'anime comporte 26 épisodes en tout. Il est divisé en six arcs narratifs de quatre épisodes chacun : chaque arc se concentre sur l'évolution des relations amoureuses entre Junichi et l'une des six héroïnes. Deux épisodes supplémentaires concernent Risa Kamizaki et Miya Tachibana,, Deux DVD contenant des histoires courtes sous la forme d'OAV sont édités et intégrés aux premières éditions de coffrets de DVD et Blu-ray lors de leur commercialisation : le premier DVD est joints aux 6 premiers DVD/Blu-ray de l'anime ; le deuxième DVD est joint aux six DVD/Blu-ray suivants. Le 21 mai 2011, Sentai Filmworks indique à Anime Central 2011 que la série est maintenant sous licence pour l'Amérique du Nord. Le 13 août 2011, une seconde saison est annoncée.
L'anime comporte dix thèmes musicaux principaux pour la première saison : deux thèmes d'ouverture et huit thèmes de générique de fin ; chaque thème de générique de fin est chanté par l'actrice qui double l'héroïne de l'arc narratif correspondant.
| thème             | titre                                                                            | interprète     | épisodes concernés         | date de diffusion |
| ----------------- | -------------------------------------------------------------------------------- | -------------- | -------------------------- | ----------------- |
| ouvertures        | « i Love » (trad. « J'aime »)                                                    | Azusa          | 1 à 13                     | 19 juillet 2010   |
| ouvertures        | « Kimi no Mama de » (君のままで, trad. « Juste être toi »)                       | Azusa          | 14 à 26                    | 20 octobre 2010   |
| génériques de fin | « Kimi no Hitomi ni Koishiteru » (キミの瞳に恋してる, trad. « J'aime tes yeux ») | Shizuka Itō    | 1 à 4 (Haruka Morishima)   | 21 juillet 2010   |
| génériques de fin | « Kitto Ashita wa... » (きっと明日は..., trad. « Demain sera sûrement... »)      | Rina Satō      | 5 à 8 (Kaoru Tanamachi)    | 18 août 2010      |
| génériques de fin | « Anata Shika Mienai » (あなたしか見えない, trad. « Je ne peux voir que toi »)   | Hiromi Konno   | 9 à 12 (Sae Nakata)        | 15 septembre 2010 |
| génériques de fin | « Koi wa Mizuiro » (恋はみずいろ, trad. « L'amour a la couleur de l'eau »)       | Yukana         | 13 à 16 (Ai Nanasaki)      | 20 octobre 2010   |
| génériques de fin | « Koi wa Aserazu » (恋はあせらず, trad. « L'amour est calme »)                   | Ryōko Shintani | 17 à 20 (Rihoko Sakurai)   | 17 novembre 2010  |
| génériques de fin | « Nageki no Tenshi » (嘆きの天使, trad. « L'ange de la lamentation »)            | Kaori Nazuka   | 21 à 24 (Tsukasa Ayatsuji) | 15 décembre 2010  |
| génériques de fin | « Koi no Yukue » (恋のゆくえ, trad. « Cours d'amour »)                           | Mai Kadowaki   | 25 (Risa Kamizaki)         | 19 janvier 2011   |
| génériques de fin | « Suteki na Aru Hi » (素敵なある日, trad. « Belle journée »)                     | Kana Asumi     | 26 (Miya Tachibana)        | 19 janvier 2011   |

#### Amagami SS +
Une seconde saison, intitulée Amagami SS + (アマガミSS+) est diffusée au Japon entre le 6 janvier 2012 et le 29 mars 2012. La série d'animation comporte 13 épisodes organisés en six arcs de deux épisodes par héroïne et un épisode supplémentaire mettant en scène toutes les héroïnes sans apparition de Junichi. La série reprend chaque arc narratif là où il s'est arrêté à la fin de la première saison mais dans un ordre différent d'apparition des héroïnes.

## Réception
L'adaptation en anime reçoit des avis positifs : THEM Anime Review lui donne 3 étoiles sur 5, indiquant que si elle aurait pu être meilleure, cette série reste très agréable à visionner. Chris Beveridge sur The Fandom Post attribue la note A- à la première saison de l'anime, le recommandant particulièrement aux personnes appréciant les séries organisées en arcs narratifs. Il précise également que l'anime apporte du fond à l'histoire développée dans le jeu vidéo.